# Aswan Sporting Club
L'Aswan Sporting Club  (in arabo نادي أسوان الرياضي‎?), noto come Aswan, è una società calcistica egiziana di Assuan, fondata nel 1930. Milita nella Seconda Divisione, la seconda serie del campionato egiziano di calcio, e gioca le gare casalinghe allo stadio Assuan della città egiziana (20 000 posti).
La squadra fu fondata il 1º gennaio 1930. L'esordio in massima serie risale al 1990-1991, mentre il massimo di stagioni consecutive disputate in massima divisione è tre, dal 1996 al 1999.

## Organico

### Rosa 2020-2021
| N. |                   | Ruolo | Calciatore         |
| -- | ----------------- | ----- | ------------------ |
| 1  | Egitto (bandiera) | P     | Talaat El Gabalawy |
| 2  | Egitto (bandiera) | D     | Ahmed Safi         |
| 3  | Egitto (bandiera) | D     | Ahmed Sobhi        |
| 4  | Egitto (bandiera) | C     | Mohamed Khalifa    |
| 5  | Egitto (bandiera) | D     | Mohamed Gaber      |
| 7  | Egitto (bandiera) | C     | Fady Talaat        |
| 8  | Egitto (bandiera) | C     | Abdelaziz Mousa    |
| 9  | Egitto (bandiera) | A     | Ahmed Abdelzaher   |
| 10 | Egitto (bandiera) | D     | Amr El Halwani     |
| 11 | Egitto (bandiera) | C     | Mahmoud Salah      |
| 12 | Egitto (bandiera) | C     | Ashraf Magdy       |
| 14 | Egitto (bandiera) | A     | Ahmed Elalfi       |
| 15 | Egitto (bandiera) | C     | Yasser Reda        |
| 16 | Egitto (bandiera) | P     | Khaled Walid       |
| 18 | Egitto (bandiera) | A     | Mohamed Gamal      |

| N. |                    | Ruolo | Calciatore          |
| -- | ------------------ | ----- | ------------------- |
| 19 | Egitto (bandiera)  | D     | Mohamed El Ashri    |
| 20 | Egitto (bandiera)  | C     | Haytham El Fil      |
| 21 | Egitto (bandiera)  | C     | Mohamed Gamal Treka |
| 22 | Egitto (bandiera)  | C     | Ahmed Khaled        |
| 23 | Egitto (bandiera)  | C     | Mohamed Osama       |
| 24 | Nigeria (bandiera) | C     | Emmanuel Karbogi    |
| 25 | Egitto (bandiera)  | C     | Ahmed El-Saghiri    |
| 26 | Ghana (bandiera)   | C     | Solomon Mensah      |
| 27 | Egitto (bandiera)  | D     | Ahmed Dahroug       |
| 28 | Egitto (bandiera)  | C     | Omar Youssef        |
| 29 | Egitto (bandiera)  | P     | Omar Radwan         |
| 36 | Egitto (bandiera)  | D     | Mohamed Ragab       |
| 40 | Egitto (bandiera)  | C     | Youssef Osama Nabih |
| 70 | Egitto (bandiera)  | A     | Amr Nasser          |
| 98 | Egitto (bandiera)  | C     | Khaled Bassiouni    |
| 99 | Yemen (bandiera)   | C     | Omar Al Dahi        |